# 楊晨 (1974年生のサッカー選手)
楊 晨（ヤン チェン、中国語: 杨晨、楊晨、1974年1月17日 - ）は、中華人民共和国の現サッカー指導者、元プロサッカー選手。
選手として、北京国安、SVヴァルトホーフ・マンハイム、アイントラハト・フランクフルト、FCザンクトパウリ、深圳市、厦門藍獅でプレーした。彼はドイツのブンデスリーガでプレーして得点した最初の中国人選手であり、国際的には2002 FIFAワールドカップでサッカー中華人民共和国代表として活動した。

## 来歴

### クラブ
楊は北京国安でプロサッカーのキャリアを始め、徐々にチーム内での地位を確立した。
1998年、ドイツの4部リーグのSVヴァルトホーフ・マンハイムとの短いローン期間に、ストライカーとしての可能性をチームに示した。ブンデスリーガのアイントラハト・フランクフルトは彼に興味を示し、移籍金100万ドイツマルク（当時のレートは１ドイツマルク75円）での移籍が決まった 。
ブンデスリーガ初の中国人サッカー選手となった彼は、その年のリーグ内で8ゴールを決め、チームの2部降格を回避する立役者となった。その後も楊は、ヨーロッパの5つの主要なサッカーリーグの1つでの活躍をつづけ、中国のサッカー選手の先駆者と見なされ続け、2000年に中国の年間最優秀サッカー選手賞を獲得した。2000-01シーズンに新監督フェリックス・マガトが入ったとき、フランクフルトでの彼の時間は成功と見なされていたが、次第に楊はチーム内で立場を失い、2002 FIFAワールドカップへの中国代表内での地位を確保するため、2部のFCザンクトパウリに移動することを決定した。
ザンクトパウリでのシーズン終了後、楊は母国に戻って深圳市足球倶楽部でプレーし、朱広滬監督の下で2004年の中国サッカー・スーパーリーグのタイトルを獲得するなど成功をおさめた。朱広滬が中国代表チームを引き継ぐために去り、遅尚斌がやって来たが、他の何人かのプレーヤーはすぐに彼に嫌悪感を抱いた。2005年のリーグシーズンを通して、経営陣と選手の間で多くの摩擦が生じた。クラブは経営陣を手放すことを決定し、彼を含む数人の選手が売却された。
その後、厦門藍獅に移籍し、2007年に現役を引退した。

### 代表
楊は、2002年のFIFAワールドカップでも中国代表としてプレーした。得点こそならなかったものの、トルコに3対0で敗れたグループステージでの試合での、ポストから跳ね返りを狙ったボレーが、ワールドカップでの初得点に最も近づいたプレーとされる。

### 指導者
2009年、楊はコーチングの証明書を取得し、アシスタントコーチとして江蘇蘇寧に加入した。2010年、彼はクラブを離れてドイツに戻り、国際的なA級ライセンスを取得した後、ドラガン・オクカの下でアシスタントコーチ兼チームリーダーとして江蘇足球倶楽部に戻った。
2013年12月、アシスタントコーチ兼チームリーダーとして貴州人和に加わったが、2015年1月、ガイドトレーナーとアシスタントコーチとして故郷の北京に戻って北京控股に加入した。
2021年4月、ヤンは中国U-16代表のヘッドコーチに任命された。
2021年8月18日、2017年発足のブンデスリーガの国際化戦略『ブンデスリーガ・レジェンド』における『ブンデスリーガ・レジェンド・ネットワーク』の契約を結んだことが発表された。

## 代表歴

### 出場大会
- 中国代表
  - 2002 FIFAワールドカップ

### 試合数
- 国際Aマッチ 38試合 3得点（2000年-2004年）[9]

| 中国代表 | 国際Aマッチ | 国際Aマッチ |
| 年       | 出場        | 得点        |
| -------- | ----------- | ----------- |
| 2000     | 5           | 0           |
| 2001     | 15          | 1           |
| 2002     | 9           | 0           |
| 2003     | 4           | 0           |
| 2004     | 5           | 2           |
| 通算     | 38          | 3           |

### 得点
| 得点 | 日附           | 場所               | 相手         | スコア | 結果 | 大会                                |
| ---- | -------------- | ------------------ | ------------ | ------ | ---- | ----------------------------------- |
| 1    | 1998年12月2日  | バンコク           | カンボジア   | 1–0    | 4–1  | 1998年アジア競技大会                |
| 2    | 1998年12月2日  | バンコク           | カンボジア   | 3–0    | 4–1  | 1998年アジア競技大会                |
| 3    | 1998年12月2日  | バンコク           | カンボジア   | 4–0    | 4–1  | 1998年アジア競技大会                |
| 4    | 1998年12月10日 | バンコク           | オマーン     | 6–1    | 6–1  | 1998年アジア競技大会                |
| 5    | 2000年10月7日  | アンマン           | ヨルダン     | 1–0    | 1–1  | 親善試合                            |
| 6    | 2000年10月16日 | トリポリ           | インドネシア | 3–0    | 4–0  | AFCアジアカップ2000                 |
| 7    | 2000年10月23日 | ベイルート         | カタール     | 3–0    | 3–1  | AFCアジアカップ2000                 |
| 8    | 2000年10月26日 | ベイルート         | 日本         | 2–1    | 2–3  | AFCアジアカップ2000                 |
| 9    | 2001年4月22日  | 西安市             | モルディブ   | 7–0    | 10–1 | 2002 FIFAワールドカップ・アジア予選 |
| 10   | 2001年5月13日  | 昆明市             | インドネシア | 2–1    | 5–1  | 2002 FIFAワールドカップ・アジア予選 |
| 11   | 2003年12月10日 | 横浜国際総合競技場 | 香港         | 3–0    | 3–1  | 東アジアサッカー選手権2003          |

## タイトル
深圳市足球倶楽部
- 中国超級: 2004

## 映画
| Year | Name           | Notes |
| ---- | -------------- | ----- |
| 2016 | ランニングマン | 283話 |